# Broskfingersvamp
Broskfingersvamp (Clavulinopsis rufipes) är en svampart som först beskrevs av George Francis Atkinson, och fick sitt nu gällande namn av Corner 1950. Clavulinopsis rufipes ingår i släktet Clavulinopsis och familjen fingersvampar.   Inga underarter finns listade i Catalogue of Life.
I den svenska databasen Dyntaxa används istället namnet Clavulinopsis microspora för samma taxon.  Arten är reproducerande i Sverige.